# Gubbrockarna
Gubbrockarna är ett rockband med hemort i Vasa, Finland. Bandet består av ett tjugotal amatörer från staden med omnejd. Repertoaren består i huvudsak av klassiska rock- och blueslåtar från åren 1950–1970. Bandets ledare och kapellmästare var sedan starten 1998 fram till 2014 Krister Kulju. Han efterträddes som kapellmästare av Rolf Sahlström.

## Historik
Gubbrockarna har sitt ursprung i kursen Gubbrock, som startade vid Vasa arbetarinstitut hösten 1998. Lärare var Krister Kulju, som senare blev Gubbrockarnas kapellmästare. Kursen pågick åren 1998–2011.
Sitt första offentliga uppträdande höll kursdeltagarna under namnet Gubbrockarna på arbetarinstitutets julfest 1998.
Gubbrockarna har, förutom i sin hemstad och övriga Svenska Österbotten, uppträtt på Matthew Street Festival och The Cavern Club i Liverpool (2006) samt på Skansen i Stockholm (2009).
En dokumentär – Gubbrockarna – gjordes om Liverpoolresan. Den producerades av Susanne Skata på bolaget Sus-produktion och har visats i Yle TV5.
Gubbrockarna inledde i början av 2000-talet samarbete med de två institutionsteatrarna i Vasa. 2003 gav bandet sin första konsert på Vasa stadsteater. I februari 2004 och i mars 2005 uppträdde Gubbrockarna med shower på Wasa Teater.
I februari 2008 uppförde bandet showen Gubbrockaren på Vasa stadsteater. Musikshowen The Golden Age Of Rock’n’roll hade premiär på stadsteatern 6 mars 2012 och The Amazing Sixties den 6 februari 2014. 
Showen Fifty-Sixty spelades i februari-mars 2015 och Gubbrockarna Goes Movies uppfördes i februari-maj 2016.
Sedan 2106 har Gubbrockarna årligen i början av december uppträtt med en julshow – Rocking Around The Christmas Tree – på Ritz i Vasa.
Den 3-4 mars 2017 genomförde Gubbrockarna en turné till södra Finland där bandet uppträdde på kulturhuset Grand i Borgå och kulturhuset Karelia i Ekenäs.
Showen med det bästa av Gubbrockarna fick namnet Jukebox och spelades på Vasa stadsteater den 6–8 april 2017.
Våren 2018 satte Gubbrockarna upp en 20-årsjubileumsshow på Vasa stadsteater. Den gick under namnet 20 Years Of Rock'n'roll och spelades sju gånger.
Gubbrockarna har också regelbundet uppträtt på Konstens natt i Vasa.

## Skivutgivning
Gubbrockarna spelade in fem singlar åren 1999-2003, som avslutning på kursåret.
2004 gav bandet ut sin första dubbel cd, Sex med Gubbrockarna, en liveinspelning från showen med samma namn på Wasa Teater.
2005 kom Sjunde kokboken, inspelad live på Hotel Tropiclandia i Vasa den 14 maj samma år.
2006 gav Gubbrockarna ut Live at the Cavern, en inspelning från The  Cavern Club i Liverpool samma år.
2013 kom The Golden Age of Rock’n’roll. Skivan är en studioproduktion av låtar som ingick i bandets teatershow med samma namn. I samma paket ingår en dvd-dokumentär om bandets arbete i inspelningsstudion. En live-inspelning av showen Gubbrockarna Goes Movies på Vasa stadsteater gavs ut som en dubbel-dvd 2016. Dvd:n filmades och producerades av Esa Siltaloppi. 

## Föreningen Gubbrockarna
Gubbrockarna r.f. är en registrerad förening vars syfte är att upprätthålla orkestern Gubbrockarna. Föreningen grundades 2003. Ordförande har varit:
- 2003–2004 Teuvo Nuuja
- 2005–2007 Peter Björkas
- 2007-2018 Carl-Gustav Wigren.
- 2018-2022 Vesa Koivumäki
- 2022- Mika Kinnunen